# جوزيف مكارثي
جوزيف ريموند مكارثي (بالإنجليزية: Joseph Raymond McCarthy) (14 نوفمبر 1908 - 2 مايو 1957) نائب جمهوري في الكونغرس الأمريكي من ولاية ويسكنسن في الفترة ما بين عام 1947 إلى عام 1957. في أوائل عام 1950 أصبح مكارثي من أشهر الشخصيات العامة في فترة بلغت فيها شكوك المعادين للشيوعية أوجها لتأثرهم بالتوترات الناتجة عن الحرب الباردة. ذاعت شهرته نتيجة ادعائه بدون دليل أن هناك عدد كبير من الشيوعيين والجواسيس السوفيت والمتعاطفين معهم داخل الحكومة الفيدرالية الأمريكية وفي النهاية أدى نهجه إلى ضعف مصداقيته وتعنيفه رسمياً بواسطة مجلس الشيوخ الأمريكي. ظهر مصطلح المكارثية عام 1950 في إشارة إلى ممارسات مكارثي واستخدم هذا المصطلح فيما بعد للتعبير عن الإرهاب الثقافي الموجة ضد المثقفين. كتب راي برادبري روايته فهرنهايت 451 ردًا على مكارثي في اضطهاده للمثقفين وممارسته الإرهاب الثقافي ضد الكتاب والمثقفين في أمريكا.
ولد مكارثي وتربى في مزرعة في ويسكنسن وحصل على شهادة المحاماة من جامعة ماركويت عام 1935. انتخب كقاضٍ في محكمة استئناف عام 1939 ليصبح أصغر قاضي يتم انتخابه بالولاية، وفي سن 33 تطوع للخدمة في قوات مشاة البحرية الأمريكية وخدم خلال الحرب العالمية الثانية. توفي بمستشفى بيثيدا البحرية في 2 مايو 1957 عن عمر يناهز 48 عاما بسبب التهاب الكبد الفيروسي.

## روابط خارجية
- جوزيف مكارثي على موقع IMDb (الإنجليزية)
- جوزيف مكارثي على موقع الموسوعة البريطانية (الإنجليزية)
- جوزيف مكارثي على موقع مونزينجر (الألمانية)
- جوزيف مكارثي على موقع ميوزك برينز (الإنجليزية)
- جوزيف مكارثي على موقع إن إن دي بي (الإنجليزية)
- جوزيف مكارثي على موقع ديسكوغز (الإنجليزية)
- جوزيف مكارثي على موقع قاعدة بيانات الفيلم (الإنجليزية)

## اقرأ أيضاً
- مكارثية